# Muzeum sportovních vozů Lány
Muzeum sportovních vozů Lány je expozice ve středočeské obci Lány, která představuje sbírku sportovních vozů od minulosti až po současnost.

## Historie a popis muzea
Muzeum vzniklo v říjnu roku 1997 na místě samoobsluhy a hospodářského stavení. Skládá se z jedné hlavní budovy rozdělené do dvou pater a depozitu, do kterého veřejnost nemá přístup. Sbírka zahrnuje vozy z počátku 20. století, vozy určené k závodům rally, silniční vozy, formule i motorky. Celkem je k dispozici cca 100 exponátů.
Součástí areálu muzea je i restaurace a ubytovací zařízení.
Muzeum je od 31.8.2021 trvale uzavřeno.

## Expozice
Do sbírky, která se průběžně obměňuje (auta jsou využívána pro závody), aktuálně patří následující [kdy?]:
- ČZ 125 T
- Daimler DS 420
- De Lorean DMC
- Ford Escort Cosworth (Pikes Peak Open)
- Ford Escort MK I (Zakspeed)
- Ford model A
- Ford model T
- Ford Mondeo STW
- Ford Sierra Cosworth RS500
- Honda 125
- Chevrolet Corvette Calaway
- Jaguar E Type 4,2
- Jaguar E Type 4,2 Racing
- Jaguar E Type reg. 310 WK
- Jaguar SS 100 - replika
- Porsche 911 (1965)
- Porsche 911
- Porsche Carrera Targa
- Fiat 128 SC závodní
- Ford Escort RS 2000
- Aero Minor III - Le Mans
- BMW 1800 TI
- BMW junior
- Formule Delta
- Easter MTX
- F3 Martini
- F3 Delfín II
- Chevrolet Dallara
- Lola T 328 Super Vee
- Lucie Pauer Easter
- Junior Bugy Sadev 600
- VW Golf Kit Car
- MG Midget
- SAAB Sonet III
- Škoda 120 S Rallye
- Škoda 130 LR
- Škoda 130 RS
- Škoda 1000 MB
- Škoda Felicia (1959)
- Škoda Octavia Touring Sport
- Škoda Popular Kupé
- MTX Tatra V8
- Tatra 603-2 B5 (1967)
- Tatraplan T 602
- Toyota Corolla GT 16V
- Triumph Spitfire
- Corvette Z06-R GT3

V depozitáři:
- Fiat 850 SC
- Ford Anglia
- Ford Escort Kit Car EVO II
- Ford Fiesta 1.4 CUP
- Ford Sierra Cosworth 4x4
- Fiat 128 Sport Coupé
- Fiat X 1/9
- Ford RF 95
- Jaguar XJ 6
- Jawa Minor II
- Lotus 7 - replika
- Mercedes Benz SL 600 AMG
- Opel Ascona A
- Renault R8 Gordini - replika
- Trabant 601 L Rally
- Wartburg 311 - sport
- Ford Puma CUP
- Mercedes Benz C-Klasse 2004
- Mercedes Benz CLK DTM 2003
- Mercedes Benz CLK DTM 2000
- Mercedes Benz AMG C-Klasse 2007
- Mercedes Benz SLS AMG GT3 č.1, č.2 a č.3
- Ford Fiesta 2.0 RS
- Ford Fiesta 1.6 ST CUP
- VW Polo 1,4 16V
- Ford Focus SVT (WRC Showcar)
- Lada 1600 VFTS
- Trabant 601 AMG